# Верхнеимбатск
Верхнеимбатск — село в Туруханском районе Красноярского края. Административный центр Верхнеимбатского сельсовета.

## Географическое положение
Село находится примерно в 340 км от центра района — села Туруханск, на высокой террасе правого берега Енисея, при впадении реки Верхний Имбак.

## Климат
Климат резко континентальный, субарктический. Зима продолжительная. Средняя температура января −30 °C, −36 °C. Лето умеренно тёплое. Средняя температура июля от +13 °C до +18 °C. Продолжительность безморозного периода 73—76 суток. Осадки преимущественно летние, количество их колеблется в пределах 400—600 мм.

## История
Первое поселение на месте села основано казаками ещё в 1607 году. До того, как ему был присвоен статус села, это было маленькое поселение Имбакское.
До революции Верхнеимбатск, как и многие другие сёла на Енисее, был местом ссылки, и поэтому основное население были ссыльные из разных губерний.
В 1902 году была построена первая церковно-приходская школа.
В 1921 году в Туруханском крае был образован Верхнеимбатский волостной исполком. Стали создаваться лесопункты, где заготавливали дрова для пароходов.
С момента установления советской власти создан Верхнеимбатский сельсовет, в ведомство которого входили близлежащие колхозы, а также рыболовецкие артели, охотничьи бригады, засолочные пункты. Существовали и кустарные промыслы: деревообрабатывающим было занято русское население, а инородное изготавливало лодки, санки, хореи, берёзовую тиску и верёвки из тальникового луба. Прочие промыслы охватывают сбор ягод, орехов, грибов.
Численность населения Верхнеимбатска в 1960 году составляла 732 человека.
В 1964 году приказом по Главному Управлению охотничьего хозяйства и заповедников при Совете Министров РСФСР вновь организованному Госпромхозу было присвоено наименование «Южно-Туруханский». На территории Госпромхоза действовал сортоучасток Министерства сельского хозяйства СССР, основными функциями которого были производство товарной продукции, испытание и продвижение далее на Север России новых морозоустойчивых сортов.
В соответствии с Законом Красноярского края от 28.01.2005 г. № 13-2925 село Верхнеимбатск определено административным центром муниципального образования Верхнеимбатский сельсовет.

## Экономика
Дом Культуры, библиотека, средняя общеобразовательная школа, детский сад «Светлячок», Верхнеимбатский цех электро-теплоснабжения ОАО «Туруханскэнерго», отдельный пост пожарной части — 87, аэропорт, почтовое отделение, метеостанция, лесничество, молодёжный спортивно-досуговый центр, участковая больница. По данным генплана поселения в селе учтено 136 дворов.

## Население
| 2010 |
| ---- |
| 545  |